# Unione Sportiva Mestrina 1946-1947
Questa voce raccoglie le informazioni riguardanti l'Unione Sportiva Mestrina nelle competizioni ufficiali della stagione 1946-1947.

## Rosa
| N. |                   | Ruolo | Calciatore       |
| -- | ----------------- | ----- | ---------------- |
|    | Italia (bandiera) | C     | Gino Aiello      |
|    | Italia (bandiera) | C     | Piero Andrich    |
|    | Italia (bandiera) | A     | Ennio Balbi      |
|    | Italia (bandiera) | C     | Mario Barbon     |
|    | Italia (bandiera) | A     | Manlio Bertolin  |
|    | Italia (bandiera) | D     | Ido Biasibetti   |
|    | Italia (bandiera) | C     | Bruno Bobbo      |
|    | Italia (bandiera) | D     | Elio Borsetto    |
|    | Italia (bandiera) | A     | Aderente Bottara |
|    | Italia (bandiera) | A     | Trentino Bui     |
|    | Italia (bandiera) | C     | Vito Caon        |
|    | Italia (bandiera) | A     | Stelio Darin     |

| N. |                   | Ruolo | Calciatore         |
| -- | ----------------- | ----- | ------------------ |
|    | Italia (bandiera) | A     | Bruno De Lazzari   |
|    | Italia (bandiera) | C     | Luigi Di Franco    |
|    | Italia (bandiera) | A     | Nello Mason        |
|    | Italia (bandiera) | D     | Italo Niero        |
|    | Italia (bandiera) | P     | Lelio Novello      |
|    | Italia (bandiera) | A     | Stelio Paliaga     |
|    | Italia (bandiera) | C     | Santarello         |
|    | Italia (bandiera) | P     | Enrico Schiffini   |
|    | Italia (bandiera) | D     | Isidoro Todeschini |
|    | Italia (bandiera) | A     | Ostelio Tommasi    |
|    | Italia (bandiera) | A     | P. Turchetto       |

## Statistiche

### Statistiche dei giocatori
| Giocatore     | Serie B  | Serie B | Totale   | Totale |
| Giocatore     | Presenze | Reti    | Presenze | Reti   |
| ------------- | -------- | ------- | -------- | ------ |
| G. Aiello     | 24       | ?       | 24       | ?      |
| P. Andrich    | 5        | ?       | 5        | ?      |
| E. Balbi      | 3        | ?       | 3        | ?      |
| M. Barbon     | 35       | ?       | 35       | ?      |
| M. Bertolin   | 37       | ?       | 37       | ?      |
| I. Biasibetti | 32       | ?       | 32       | ?      |
| B. Bobbo      | 16       | ?       | 16       | ?      |
| E. Borsetto   | 37       | ?       | 37       | ?      |
| A. Bottara    | 7        | ?       | 7        | ?      |
| T. Bui        | 7        | 0       | 7        | 0      |
| V. Caon       | 35       | 0       | 35       | 0      |
| S. Darin      | 9        | ?       | 9        | ?      |
| B. De Lazzari | 37       | 11      | 37       | 11     |
| L. Di Franco  | 13       | ?       | 13       | ?      |
| G. Maso       | ?        | ?       | ?        | ?      |
| N. Mason      | 29       | 4       | 29       | 4      |
| I. Niero      | 9        | ?       | 9        | ?      |
| L. Novello    | 15       | -?      | 15       | -?     |
| S. Paliaga    | 15       | ?       | 15       | ?      |
| Santarello    | 8        | ?       | 8        | ?      |
| E. Schiffini  | 25       | -?      | 25       | -?     |
| G. Semenzato  | ?        | ?       | ?        | ?      |
| I. Todeschini | 1        | ?       | 1        | ?      |
| O. Tommasi    | 34       | ?       | 34       | ?      |
| P. Turchetto  | 7        | ?       | 7        | ?      |